# Gagrella perfecta
Gagrella perfecta is een hooiwagen uit de familie Sclerosomatidae.